# Associazione Calcio Femminile Alessandria
L'Associazione Calcio Femminile Alessandria è un'associazione sportiva di calcio femminile con sede ad Alessandria. Milita in Serie C, terza serie del campionato italiano femminile di calcio.

## Storia
Fondata a Novi Ligure nel 1978 come Novese, si trasferì a Spinetta Marengo dopo otto anni a seguito dell'assorbimento della locale A.C.F. ANPI Sport, neopromossa in Serie B.
Con il nome di Novese-Spinetta prima e Spinettese poi, partecipò al campionato nazionale di Serie B. Pur mantenendo la sua sede a Spinetta fino al 2004, nel 1992 assunse l'attuale nome. Da sempre ne è presidentessa Maria Rosa Bellinzona; svolge oggi la sua attività presso il Centro Sportivo Casermette, ad Alessandria zona Cristo.
Nel 2003 la squadra mandrogna ottenne il ripescaggio in A2, a cui partecipò con 23 tesserate. Nella stagione 2004-2005 il miglior risultato di sempre (terzo posto). Militò per altre due stagioni in A2, partecipando in più occasioni alla Coppa Italia. Nel 2007 retrocesse in B dopo play-out; alla ripresa delle attività, nel 2007-2008, la squadra perse la promozione per un punto. Il ritorno in A2 è avvenuto al termine del campionato allenato da mister Pino Primavera 2008-2009 dopo la vittoria del girone A con 11 punti di vantaggio sulla seconda classificata.

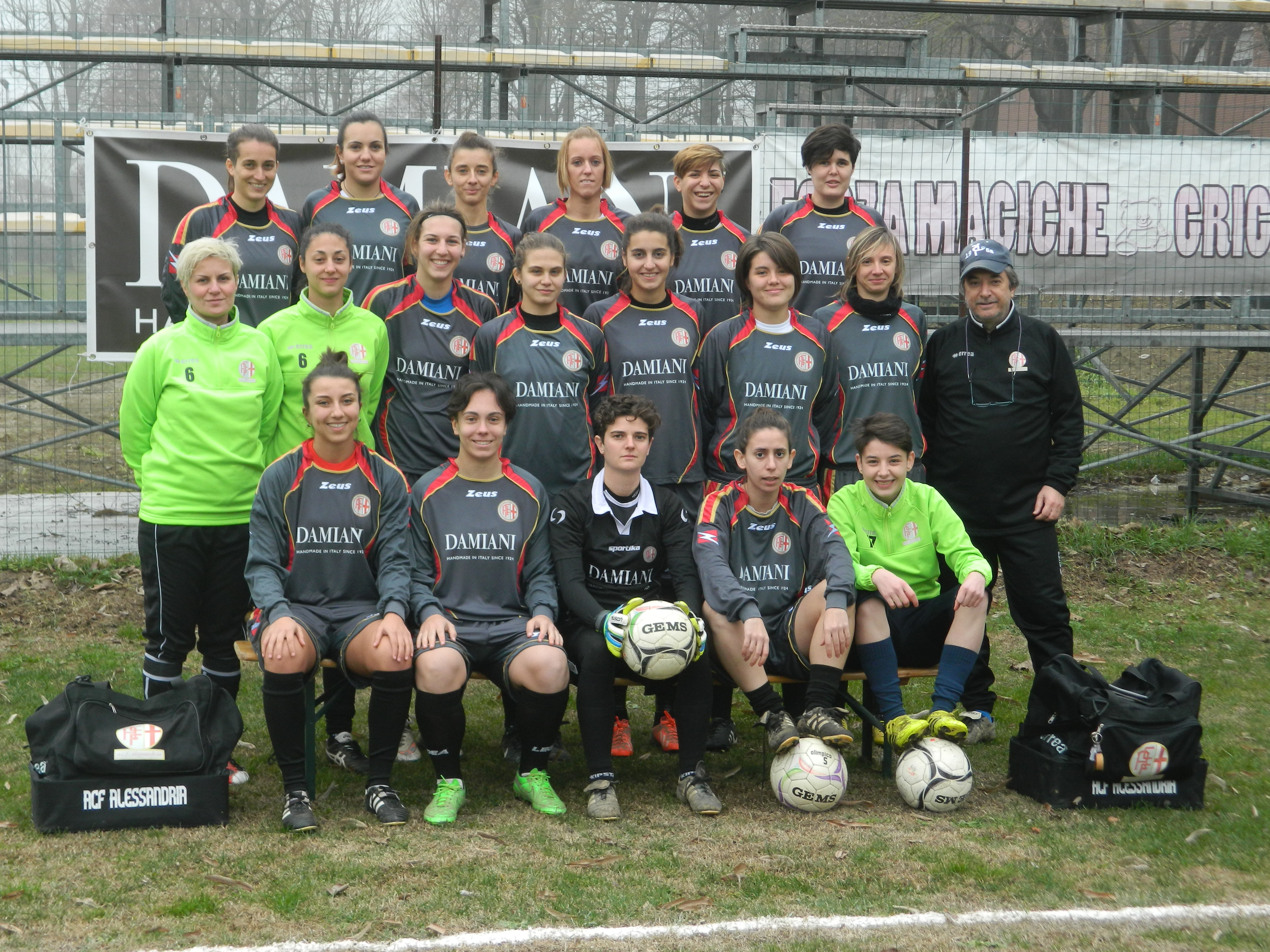
La squadra nella stagione 2015-2016.

Il 2010 segna l'inizio della svolta del sodalizio grigio sia a livello societario che tecnico.
Il Mister della Promozione Pino Primavera ritorna al calcio maschile e al suo posto la guida tecnica viene affidata a Fabio Andolfo.
Passano pochi mesi e il 5 dicembre 2011 fa il suo esordio in panchina mister Giuseppe Maurizio Fossati, con alle spalle una grande esperienza nel calcio maschile.
Dalla stagione sportiva 2013/2014 la prima squadra è stata affidata a mister Davide Cantone, militando con ottimi risultati nelle Serie B, ottenendo il 10º posto finale nel campionato edizione 2015/2016.
Nel contempo la società sportiva ha deciso di rafforzare anche il settore giovanile implementando la compagine primavera, che ad oggi conta 21 atlete di età compresa tra i 14 e i 18 anni.
L'Associazione Calcio Femminile Alessandria è tra le poche società di calcio femminile che può contare anche su un numeroso settore giovanile scolastico composto dalla squadra Esordienti (14 atlete) e dalla squadra Pulcini/Primi calci (11 atlete).

## Colori e simboli
I colori della maglia dell'Alessandria sono il grigio e il nero, ispirati alla divisa dell'Alessandria U.S.. Anche lo stemma è simile a quello della squadra maschile.

## Stadio
Dal maggio 2011 l'Alessandria ha in gestione il centro sportivo "Ex Casermette" in zona Cristo via Giovanni Falcone. Attualmente è in fase di ristrutturazione grazie soprattutto all'impegno dei genitori del settore giovanile.

## Società

### Organigramma societario
| Presidente:         | Mariagrazia Spanò          |
| Vicepresidente:     | Luca Garavelli             |
| Direttore Sportivo: | Italia (bandiera)          |
| Segretario:         | Luca Garavelli             |
| Tesoriere:          | Luca Garavelli             |
| Addetto Stampa:     | Paolo Baratto Andrea Amato |

## Allenatori
- 2002-2003 Davide Cantone
- 2003-2006 Maurizio Ferrarese
- 2006-2007 Paolo Bosso
- 2006-2007 Lorenzo Granaglia
- 2007-2010 Giuseppe "Pino" Primavera
- 2010-2011 Fabio Andolfo - esonerato il 18 novembre 2010
- 2010-2013 Giuseppe Maurizio Fossati
- 2013-2018 Davide Cantone
- 2018-2020 Luca Barbesino
- 2020-2021 Giuseppe ''Pino'' Primavera
- 2021-2021 Marco Giovanetti
- 2021-2022 Gabriele Tosi

## Palmarès
- Campionato italiano di Serie B: 1

2008-2009 (girone A)
- Campionato italiano di Eccellenza: 1

2019-2020 (girone A Piemonte)